# Magyarországi Cionista Szövetség
A Magyarországi Cionista Szövetség egy ernyőszervezet, amelynek 2022-ben 9 tagszervezete van. Céljuk megmutatni a cionizmus sokrétűségét. Álláspontjuk szerint a zsidó diaszpóra természetes partnere Izraelnek és annak megvalósításának, hogy minden zsidó békében és biztonságban éljen Izrael államában. A Cionista Világszervezet tagja.

## Tagszervezetek
- Macabi VAC Hungary
- Marom Klub
- Magyarországi Hasomer Egyesület
- Hanoar Hatzioni Egyesület
- WIZO Hungary Egyesület
- Arzenu Hungary
- Habonim Dror és Oz ve-shalom Baráti kör
- Kidma Egyesület